# Plná moc
Plná moc je jednostranné písemné potvrzení, že smluvní zastoupení bylo ujednáno a vzniklo. Osoba, která na základě plné moci někoho jiného zastupuje, se nazývá „zmocněnec“ a ten, který uděluje plnou moc, se nazývá „zmocnitel“. Prostřednictvím dohody o plné moci je realizováno zplnomocnění. Plná moc zaniká uplynutím doby, na kterou byla udělena, odvoláním nebo realizací úkonu (často právního jednání), pro který byla udělena.

## Dohoda o plné moci
Účastníky dohody o plné moci jsou zmocnitel udělující plnou moc a zmocněnec přijímající plnou moc k určitému jednání nebo úkonu. Jako označení zmocněnce se používá též zmocněný zástupce nebo (nevhodněji) zplnomocněný zástupce.
Plnou moc jakožto potvrzení pro třetí osoby je třeba odlišovat od vlastní dohody o plné moci (neboli dohody o zastoupení), kterou samotné zmocnění (potvrzované v plné moci) vzniká. Tato dohoda může být mezi zmocnitelem a zmocněncem uzavřena písemně, ale také (v praxi velmi často) ústně nebo konkludentně (mlčky). Vystavená plná moc poté slouží jako osvědčení vzniku zmocnění na základě dohody pro třetí osoby. Tímto způsobem je třetím osobám prokazován rozsah, v němž smí zmocněný zástupce za zastoupeného jednat.

## Udělení plné moci
Plná moc musí být písemná jen tehdy, pokud se netýká jen určitého právního jednání nebo pokud je písemná forma vyžadována i pro dotčené právní jednání, při němž bude zmocněnec zmocnitele zastupovat. Případem plné moci, která není udělena jen pro určité právní jednání, je tzv. generální plná moc, na základě níž je zmocněnec oprávněn zastupovat zmocnitele ve všech věcech. Za zmínku stojí, že pro určité úkony (např. jednání s bankou) může být generální plná moc nedostačující a je nutné sepsat specifickou plnou moc. 
Jelikož má plná moc povahu osvědčení vůči třetím osobám, má obsahovat pouze podpis zmocnitele a nemusí obsahovat jakékoli prohlášení zmocněnce o tom, že plnou moc přijímá (takové prohlášení je součástí vnitřního ujednání mezi zmocněncem a zmocnitelem, a do plné moci, kterou vyhotovuje zmocnitel, tedy nepatří). Podpis zmocnitele musí být úředně ověřen jen tehdy, pokud to výslovně požaduje zákon. 
V plné moci musí být vždy uveden rozsah zmocněncova oprávnění, výjimku představuje procesní plná moc udělená advokátovi (či notáři nebo Úřadu pro zastupování státu ve věcech majetkových při zastupování obce) v řízení před soudem, která se vztahuje vždy na celé řízení a kterou na jednotlivé úkony omezit nelze.
Zmocněncem může být jak fyzická, tak právnická osoba. Fyzická osoba je jako zmocněnec povinna jednat zásadně osobně, za právnickou osobu je vždy oprávněn jednat její statutární orgán. Z jednání zmocněnce v rámci udělené plné moci je zavázán přímo zmocnitel. Pokud by však zmocněnec překročil meze plné moci a zmocnitel by takové jeho jednání bez zbytečného odkladu neschválil, bude z jednání zavázán sám zmocněnec.

## Zánik zmocnění
Zmocnění založené plnou mocí zaniká, pokud:
- jsou vykonána právní jednání, pro které byla plná moc udělena,
- zmocněnec plnou moc vypoví,
- zmocnitel plnou moc odvolá nebo
- zmocněnec nebo zmocnitel zemře či zanikne (ledaže se společně dohodli jinak).

Zmocnitel má zásadně právo zmocnění odvolat. Nemůže se tedy platně zavázat, že plnou moc neodvolá (tj. vzdát se svého práva na její odvolání). Nicméně zmocnitel a zmocněnec se mohou dohodnout, že zmocnitel bude oprávněn odvolat plnou moc pouze z určitých důvodů: s výjimkou případu, kdy by zmocnitel měl zvláště závažný důvod k odvolání zmocnění, bude zmocnitel vázán vymezenými důvody a v jiných případech nebude oprávněn plnou moc odvolat.
Pokud zmocnitel plnou moc odvolal, může za něj zmocněnec stále platně jednat, dokud se o tomto odvolání nedozví a pokud o tom neví ani třetí osoba, vůči níž zmocnitele zastupuje. Jestliže zmocnitel zemřel nebo pokud plnou moc vypověděl zmocněnec, má zmocněnec povinnost učinit ještě vše, co nesnese odkladu, aby zmocniteli nebo jeho právnímu nástupci nevznikla škoda nebo jiná újma (ledaže by takový postup byl v rozporu s instrukcemi, které od zmocnitele nebo jeho právního nástupce zmocněnec obdržel).

## Substituční plná moc
V některých případech se zmocněnec může při svém zastupování zmocnitele nechat zastupovat dalším zástupcem, tzv. substitutem. Pro tento typ zmocnění se vyhotovuje tzv. substituční plná moc. Zmocněnec odpovídá za řádný výběr substituta. Podle českého práva lze substituční plnou moc udělit v případě, že se tak zmocněnec se zmocnitelem dohodli, nebo i bez jejich dohody v případě, kdy to vyžaduje nutná potřeba. Dále je možné udělit substituční plnou moc pouze v případech, kdy to výslovně připouští právní předpis (substituční plnou moc tak může udělit např. advokát jinému advokátovi v civilním soudním řízení). Je-li plná moc udělena právnické osobě a za ni jedná v této věci člen jejího statutárního orgánu, nejedná se o substituci.

## Prokura
Zvláštním druhem plné moci je prokura, kterou udílí podnikatel zapsaný v obchodním rejstříku prokuristovi k právním jednáním při provozování obchodního závodu (případně pobočky), a to i k těm, ke kterým je jinak vyžadována zvláštní plná moc.